# Zavod LU
Zavod LU je zavod, ki se ukvarja z dobrodelno in humanitarno dejavnostjo. Ustanovljen je bil leta 2010, sedež ima v Ljubljani.  
Njegova direktorica je Tina Gams (por.) Fučić, rojena v Ljubljani, ki zadnji čas deluje na Hrvaškem. Na Cresu vodi ekološki kamp in animacije.